# Сокиринська волость
Сокиринська волость — адміністративно-територіальна одиниця Прилуцького повіту Полтавської губернії з центром у селі Сокиринці.
Станом на 1885 рік — складалася з 5 поселень, 13 сільських громад. Населення 7238 — осіб (3654 осіб чоловічої статі та 3584 — жіночої), 1183 дворових господарства.
Найбільші поселення волості станом на 1885:
- Сокиринці
- Васьківці
- Калюжинці

Старшинами волості були:
- 1900—1904 роках козак Василь Пилипович Біленко[2],[3];
- 1913—1915 роках Федір Петрович Ярошенко[4],[5].